# Fearless (single van Kane)
Fearless is een nummer van de Nederlandse band Kane uit 2005. Het is de tweede single van hun gelijknamige derde studioalbum.
"Fearless" werd de tweede nummer 1-hit voor Kane in de Nederlandse Top 40. In Vlaanderen haalde het de 7e positie in de Tipparade.